# Ventiseri
Ventiseri (AFI: /venˈtizeri/; in corso Vintìsari, pronuncia [vinˈtiːzari]) è un comune francese di 2 280 abitanti situato nel dipartimento dell'Alta Corsica nella regione della Corsica.

## Società

### Evoluzione demografica
Abitanti censiti